# Hans-Joachim Stoll
Hans-Joachim Stoll (* 23. März 1931 in Guben; † 5. August 2015 in Stralsund) war ein deutscher Mittelalterarchäologe.

## Leben
Hans-Joachim Stoll wurde als Sohn eines Glasschleifers geboren. Er besuchte in Guben die Volksschule und lernte in Jena Vulkaniseur. Ab 1950 besuchte er die Arbeiter-und-Bauern-Fakultät in Jena und erlangte so die Hochschulreife. 1953 nahm er ein Geschichtsstudium an der Pädagogischen Hochschule Potsdam auf. Er wechselte 1954 an die Universität Jena und studierte dort Ur- und Frühgeschichte bei Gotthard Neumann und Günter Behm-Blancke. Dort besuchte er auch Vorlesungen in Indogermanischer Sprachwissenschaft und Hinduismus. Es folgte eine zweijährige Förderung durch die Akademie der Wissenschaften, womit auch eine zweimonatige Studienreise in die ČSSR verbunden war. Stoll arbeitete an der Forschungsstelle Magdeburg des Akademieinstituts, wo er auch angestellt wurde. Er war insbesondere mit der Stadtkernforschung befasst und schrieb seine Dissertation zum Thema spätmittelalterliche Keramik in Magdeburg. Bedingt durch die Schließung der Forschungsstelle zog er 1967 nach Ost-Berlin. Dort beendete er seine Dissertation, die er 1970 in Jena verteidigte. Er wurde zum führenden Spezialisten für das mittelalterliche Fundmaterial der Akademie. Sein Werk Die Münzschatzgefäße vom Gebiet der DDR von den Anfängen bis zum Jahr 1700 galt als Standardwerk der Keramikforschung. Er war auch als Redakteur und Autor an der Erarbeitung der Bände 1, 2 und 4 des Corpus archäologischer Quellen zur Frühgeschichte auf dem Gebiet der DDR beteiligt. 1992 wurde das Zentralinstitut für Alte Geschichte und Archäologie aufgelöst und Stoll ging in den Vorruhestand.
1994 zog er nach Vitte auf Hiddensee und publizierte zur Kulturgeschichte dieser Region.

## Veröffentlichungen (Auswahl)
- Die spätmittelalterlichen Töpfereifunde von Sondershausen/Stockhausen und Weimar, Wagnergasse, 1957
- Die spätmittelalterliche Keramik von Magdeburg, Jena 1970, nur in Einzelaufsätzen veröffentlicht
- Corpus archäologischer Quellen zur Frühgeschichte auf dem Gebiet der DDR, Berlin 1973 bis 1985, Mitarbeit als Redakteur und Autor
- Die Münzschatzgefäße vom Gebiet der DDR von den Anfängen bis zum Jahr 1700, Weimar 1985
- Der Bühl von Jenalöbnitz, ein mittelalterlicher Burghügel in Ostthüringen, Weimar 1993
- Goldfunde auf Hiddensee, Schwerin 1999
- Hiddensee. Der Inselname, die Orts-, Flur- und Gewässerbezeichnungen, alte Familien und die >Ökelnamen< sowie die Hausmarken, Schwerin 2014